# 寄神美好
寄神 美好（よりがみ みよし、1920年（大正9年）2月9日 - 2003年（平成15年）7月20日）は、日本の実業家。淡路島出身。寄神建設株式会社の創業者。港湾工事における工法等の発明を行っており、数々の特許も取得している。

## 経歴
1920年（大正9年）2月  兵庫県津名郡仮屋町（現：淡路市仮屋）に生まれる。1934年（昭和9年）、大工の修行のため淡路島から神戸に渡る。1938年（昭和13年）3月 、潜水業を営む叔父である寄神末吉の養子となる。養父の下で潜水業の修行を開始。1940年（昭和15年）同郷の千鶴と結婚。1941年（昭和16年） 呉海軍軍事部に徴用され広島県呉市に向かう。港務部施設課に配属され軍港の整備・改修に従事する。
1945年（昭和20年）8月 、広島県江田島で終戦を迎える。神戸に戻り戦禍により神戸港に沈んだ船舶のサルベージに従事する。1948年（昭和23年）12月 、海上保安庁法制定によりサルベージ業の許可を受ける。1949年（昭和24年）1月、神戸市兵庫区島上町で「寄神海事工業所」を創業。1950年（昭和25年）8月、寄神海事工業所を株式会社に改組して社長に就任した。
1954年（昭和29年）、神戸港初の大型港湾土木プロジェクト「東部海面埋立て工事」に参画し、サルベージ業から総合建設業へと脱却を謀る。1957年（昭和32年）7月、寄神海事工業所 として建設業登録を受ける。また、同年に着工された神戸港「西部海面埋立て第２工区」プロジェクトにも参画し、大型作業船の建造を推進した。1961年（昭和36年）頃から経営者として企業規模を急拡大させることに成功し、売上高、従業員ともに倍増を遂げ、実業家としての地位を築き始める。
1973年（昭和48年）、故郷の淡路島北淡町（現淡路市）の平林地区の開発事業許可を受け、埋立用土砂の自社開発に着手し、淡路島の経済的発展や雇用確保などに大きく寄与する。
1993年（平成5年）11月、藍綬褒章受章。1994年（平成6年）、寄神建設株式会社 代表取締役会長に就任。1997年（平成9年）津名郡東浦町名誉町民。
2003年（平成15年）7月、83歳で死去。

## 港湾工事に関する発明
- 水上構造物の据付方法およびこれに用いる台船　（共同による発明）
- 起重機船における吊りフックの揺れ止め装置　（共同による発明）